# 1883 aux États-Unis
Pour des articles plus généraux, voir Chronologie des États-Unis et 1883.
Chronologie des États-Unis
- 1879
- 1880
- 1881
- 1882
- 1883
- 1884
- 1885
- 1886
- 1887

Cette page concerne des événements d'actualité qui se sont produits durant l'année 1883 du calendrier grégorien aux États-Unis.

## Événements

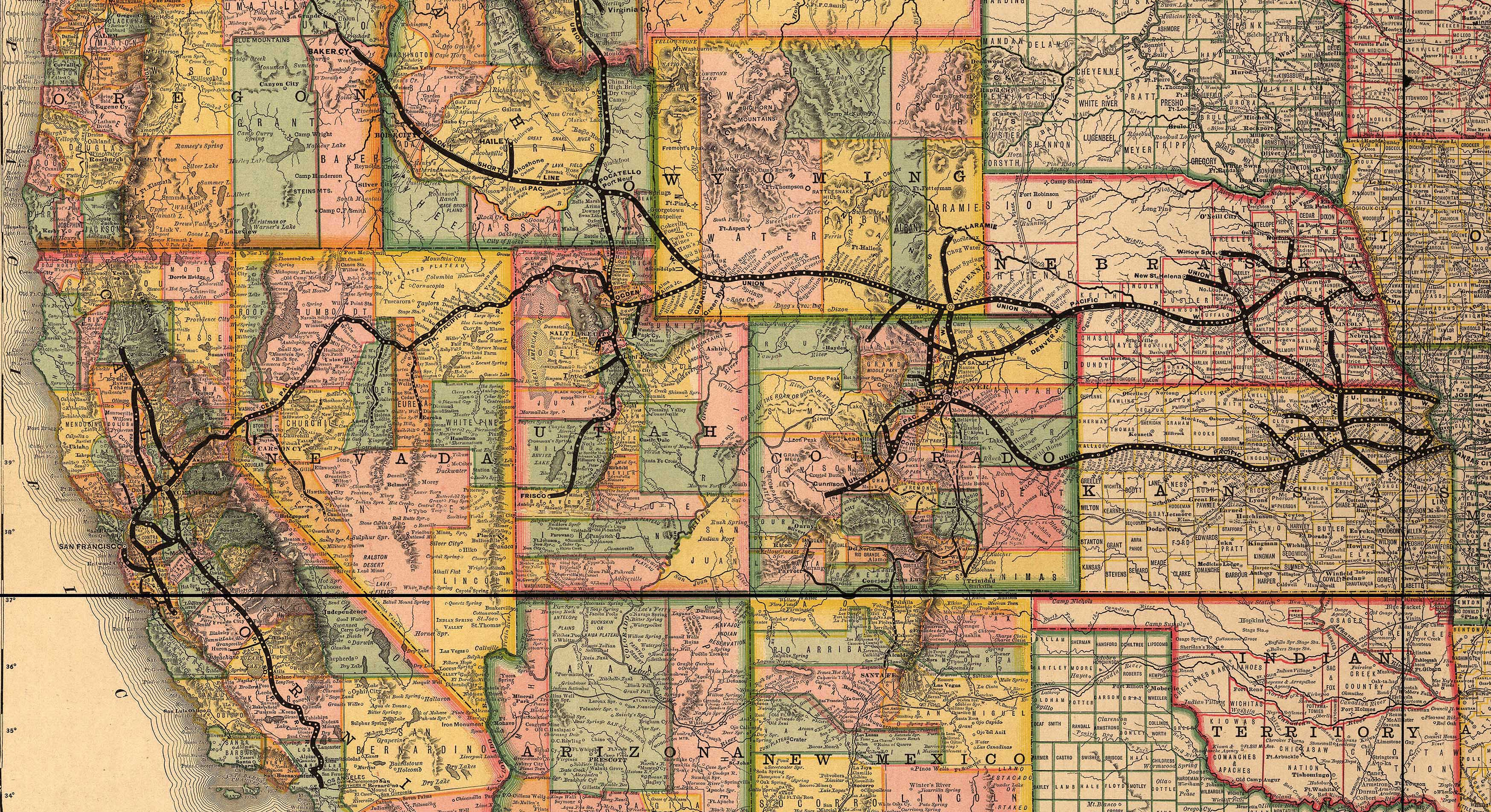
Southern Pacific, Nothern Pacific et Central Pacific en 1883

- 12 janvier : achèvement de la ligne de chemin de fer Southern Pacific.
- 15 janvier : achèvement de la ligne de chemin de fer Northern Pacific.
- 16 janvier : la Chambre des représentants vote le Pendleton Civil Service Act, qui organise le recrutement des fonctionnaires en fonction de leurs qualifications et non plus selon leur appartenance politique, les postes étant habituellement alloués aux vainqueurs des élections (système des dépouilles).
- 10 avril : interdiction de certaines danses rituelles dans les réserves indiennes par le gouvernement fédéral.
- 24 mai : inauguration du pont de Brooklyn.
- 12-14 octobre : congrès anarchiste à Pittsburgh.
- 15 novembre : la Cour suprême déclare inconstitutionnelle le Civil Rights Act de 1875 qui visait à empêcher la ségrégation dans les lieux publics. Les juges ont estimé que la Constitution autorise seulement le Congrès à lutter contre la discrimination raciale au niveau des États, mais qu’il est incompétent lorsque le cas ressort du droit privé. en d'autres termes, la Cour affirme que le Congrès ne peut interdire des discriminations raciales pratiquées par des personnes privées
- 18 novembre : le Canada et les États-Unis adoptent le Temps universel à la suite de la Conférence de Washington.
- 17 décembre : Ex parte Crow Dog. La Cour suprême juge qu'un tribunal fédéral n'a pas compétence pour juger l'affaire du meurtre du chef amérindien Spotted Tail par Crow Dog[1].
- Achèvement de l’Atchinson, Topeka and Santa Fe.
- Les bisons sont pratiquement exterminés.